# Famille Baylet
La famille Baylet est une famille française bourgeoise du Sud-Ouest. 
Plusieurs de ses membres sont hommes et femmes politiques. Cette famille est aussi la propriétaire du groupe de médias La Dépêche qui édite notamment La Dépêche du Midi et Midi libre, ainsi que d'autres médias moins connus.

## Personnalités
- Jean Baylet (1904-1959), journaliste et homme politique français ;
- Évelyne Baylet (1913-2014), femme politique, mariée au précédent ;
- Jean-Michel Baylet (1946-), patron de presse et homme politique français, fils des précédents ;
- Marie-France Marchand-Baylet (1953-), patronne de presse, mariée au précédent puis compagne de Laurent Fabius après son divorce

## Portrait

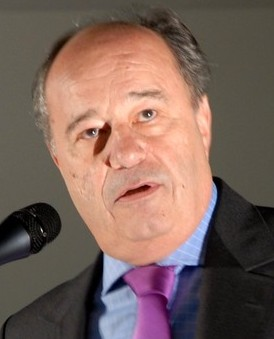
Jean-Michel Baylet